# Park Hye-jeong
Park Hye-jeong (n. 12 martie 2003) este o sportivă ce a reprezentat Coreea de Sud, medaliată olimpică. A participat la o ediție a Jocurilor Olimpice (2024) în care a câștigat o medalie de argint.